# أحداث شارع محمد محمود
انتفاضة ١٩ نوفمبر في مصر او كما تعرف أحداث محمد محمود هي أحداث تعد الموجة الثانية لثورة 25 يناير، تظاهرات عمت انحاء مصر رفضا للحكم العسكري والمطالبة بجدول زمني لنقل السلطة للمدنيين ، حدث فيها حرب شوارع واشتباكات دموية ما بين المتظاهرين والقوات الحكومية المختلفة قامت فيها قوات الشرطة وقوات فض الشغب بتصفية الثوار جسدياً (وليس مجرد تفريقهم) ووصفها النديم (مركز تأهيل ضحايا العنف والتعذيب) بانها كانت حرب إبادة جماعية للمتظاهرين باستخدام القوة المفرطة وتصويب الشرطة الأسلحة على الوجه مباشرة قاصدًا إحداث عاهات مستديمة بالمتظاهرين واستهداف المستشفيات الميدانية وأكدت تقارير رسمية إن الجيش قام بجرائم حرب في هذه الأحداث، وقعت هذه الأحداث في الشوارع المحيطة بميدان التحرير وخاصة في شارع محمد محمود بدءاً من يوم السبت 19 نوفمبر 2011 حتى الجمعة 25 نوفمبر 2011. قامت فيها الشرطة باستخدام الهراوات[ ؟ ] وصواعق كهربائية ورصاص مطاطي وخرطوش ورصاص حي وقنابل مسيلة للدموع أقوى من الغاز القديم وقذائف مولوتوف وبعض الأسلحة الكيماوية الشبيهة بغاز الأعصاب وقنابل الكلور المكثف وغاز الخردل والفسفور الأبيض والغازات السامة- وذلك مقابل استخدام المتظاهرين الحجارة والألعاب النارية مثل الشمروخ وأحيانا المولوتوف. على الرغم من نفي المجلس العسكري ووزير الصحة السابق وزير الداخلية السابق منصور عيسوي استخدام أي نوع من أنواع العنف في مواجهه المتظاهريين السلميين.
أدت الأحداث إلى مقتل المئات بالإضافة إلى آلاف المصابين، وكانت الكثير من الإصابات في العيون والوجه والصدر نتيجة استخدام الخرطوش بالإضافة إلى حالات الاختناق نتيجة استخدام الغاز المسيل للدموع.
وقامت منظمة العفو الدولية بمطالبة وقف تصدير الأسلحة والقنابل المسيلة للدموع للداخلية المصرية حتى إعادة هيكلة الشرطة بعدما استوردت مصر من أمريكا 45.9 طن من قنابل الغاز والذخائر المطاطية منذ يناير 2011 غاز ال cs وهو من الغازات السامة ويسبب سيلان الدموع من العينين والمخاط من الأنف، والسعال، والشعور بحرقان في الأنف والحلق، وفقدان التركيز، والدوار، وصعوبة التنفس، وقد يتسبب في حدوث سعال شديد وقيء في حالة استخدامه بجرعات عالية التركيز. وتنتهى جميع الأعراض تقريبا في ظرف دقائق من التعرض له.

## خلفية على الأحداث
دعا الشيخ حازم صلاح أبو إسماعيل وأنصاره إلى جمعة المطلب الواحد في ميدان التحرير وغيره من ميادين مصر في يوم 28 أكتوبر 2011 مطالبين بسرعة نقل السلطة من المجلس الأعلى للقوات المسلحة إلى رئيس وحكومة مدنية منتخبة في موعد أقصاه أبريل من عام 2012 - المصدر. ثم دعى في صفحته على فيسبوك إلى جمعة أخرى تحمل نفس العنوان جمعة المطلب الواحد في يوم 18 نوفمبر - المصدر، وأعلنت لاحقا حركة 6 إبريل اتفاقها مع أبو إسماعيل على هذا المطلب والنزول أيضا - المصدر، وكان قد ساعد على تأجيج الأحداث إصدار الدكتور علي السلمي لوثيقة المبادئ الأساسية للدستور التي أثارت غضباً عارماً لاحتوائها على بنود تعطي القوات المسلحة وضعاً مميزاً بالإضافة لاحتوائها علي مواصفات لاختيار الجمعية التأسيسية التي من المفترض أن يختارها أعضاء مجلس الشعب الذي سيتم انتخابه بدايةً من 28 نوفمبر 2011. ومن ثم شاركت معظم القوي والأحزاب السياسية بهذه التظاهرة في يوم الجمعة 18 نوفمبر 2011 ثم دعت للانصراف في نهاية اليوم حتى لا يتم تعطيل انتخابات مجلس الشعب في الأسبوع التالي، إلا أن بعض أسر شهداء الثورة وبعض الحركات الشبابية أصرت على الاعتصام في ميدان التحرير.

## تطور الأحداث

### السبت 19 نوفمبر 2011

استخدام الامن المركزي القوة المفرطة لفض اعتصام مصابين الثورة

أحد قوات الشرطة العسكرية ألصق أحد المتظاهرين على ظهره لافته (لا للمحاكمات العسكرية للمدنيين) اثناء الاشتباكات

- في حوالي الساعة 10 من صباح السبت قامت قوات الشرطة المصرية بفض اعتصام العشرات من مصابين الثورة في وسط ميدان التحرير بالقوة [55]، مما أدى إلى إصابة 2 من المعتصمين واعتقال 4 مواطنين.[56]
- وقالت المنظمة المصرية لحقوق الإنسان «ندين فض قوات الأمن المركزي لاعتصام أهالي الشهداء ومصابي الثورة لأن الاعتصام حق أصيل لأي مواطن طبقا للإعلان الدستوري ومواثيق الأمم المتحدة التي كفلت حق التظاهر لأي مواطن بهدف التعبير عن رغباته دون أن يتسبب ذلك في غلق الشوارع وتعطيل حركة المرور».[57]
- وبحسب شهود عيان فقد منعت قوات الأمن المارة المتواجدين على الرصيف من التصوير، واعتدت على عدد منهم بالضرب تحت إشراف اللواء «عادل بديرى» مدير قطاع أمن القاهرة، ومساعده اللواء «جمال سعيد».[58]
- بعد أن قامت قوات الأمن المركزي بفض اعتصام مصابي وأهالي الشهداء بالقوة، قامت بمحاصرة صينية الميدان والحديقة أمام مجمع التحرير لمنع وصول المتظاهرين إليها، بالإضافة إلى انتشار العشرات من قوات الأمن على مداخل ومخارج الميدان.[59]
- إلا أن استخدام القوة المفرطة من جانب الشرطة أدى لاشتعال الأحداث في الميدان ونزول المتظاهرين بأعداد كبيرة.
- احتدمت المواجهات بين المتظاهرين وبين قوات الأمن، وقامت قوات الأمن باستخدام الغازات المسيلة للدموع بغزارة، مما دفع المتظاهرين للرد عليهم بالحجارة وزاد عنف المواجهات بشدة وقت الظهيرة.
- وقام المتظاهرين بتكسير بعض عربات الأمن المركزي وإضرام النار في احدهم ردًا على عنف محاولة فض الاعتصام.[60]
- وقد استمرت عمليات الكر والفر بين المتظاهرين وقوات الشرطة طوال اليوم، فبعد أن سيطرت الشرطة على الميدان بالمدرعات انسحبت منه في منتصف اليوم.[61]
- في حوالى الثانية ظهرًا تجمع المتظاهرين في محاولة لمعاودة الاعتصام، ووصلت تعزيزات من قوات الأمن المركزي إلى ميدان التحرير عن طريق شارع القصر العيني بهدف إخراج المتظاهرين من الميدان.[62]
- واستخدمت قوات الأمن المركزي القنابل المسيلة للدموع، والرصاص المطاطي، والخرطوش بينما يرد المعتصمين بالحجارة وتحول الميدان إلى ساحة حرب شوارع حيث يشهد التحرير والشوارع الجانبية حالة كر وفر من الجانبين [63]، وأصيب المئات من المتظاهرين إصابات بالغة.[64]
- دارت معارك كر وفر بين المعتصمين وقوات الأمن، استخدم الأمن فيها القوة المفرطة، وتعمد إصابة النشطاء والصحفيين[65] فأصيبت الصحفية «رشا عزب»[66] والناشط السياسي «مالك مصطفى» في عينه[67] وأصيبت «نانسي عطية» صحفية في «جريدة الشروق» بخرطوش في وجهها، وأصيب «أحمد عبد الفتاح» مصور «بالمصري اليوم» في عينه[68][69]، وأصيب «طارق وجيه» مصور «بالمصري اليوم» في وجهه[70]، وأصيب اثنين آخرين من مصوري «جريدة المصري اليوم»[71] حتى وصلت الإصابات بين الصحفيين إلى أكثر من 10 إصابات واعتقال 2 منهم[72] وكانت أغلب الإصابات في العين والرأس والوجه.
- وسقط أول شهيد هو «أحمد محمود أحمد» (23 سنة) وكان قد أصيب برصاصة قاتلة.[73][74]
- أعلن الشيخ حازم صلاح أبو إسماعيل نزوله بشكل فورى إلى ميدان التحرير نصرة للمتظاهرين الذين تم الاعتداء عليهم وألغى درسه المقرر بمسجد أسد بن الفرات وذهب بأنصاره إلى الميدان - الخبر من اليوم السابع
- استمرت الاشتباكات حتى وقت متأخر من الليل في الشوارع الجانبية المؤدية لميدان التحرير وازداد عدد المصابين بشكل كبير ما بين اختناق وغيبوبة وكدمات نتيجة التدافع جريا من وابل القنابل المسيلة للدموع وكانت المعركة على أشدها في شارع محمد محمود
- استمرت الاشتباكات حتى الصباح الباكر حوالى الساعة 7 صباحاً[75] انتهت ذخيرة الأمن المركزي وبعد معارك كر وفر استمرت طوال الليل[76] أصبح الميدان من نصيب الثوار.[77]

أحد المتظاهرين يتسلق عمارة سكنية محاولاً إخماد حريق شب في إحدى الشقق فيها (اللون الأبيض على وجهه من الخميرة التي يرشوها لتقليل آثار الغاز المسيل للدموع)

- في حوالى الثامنة صباحًا بدأت الأعداد تقل نتيجة تعرض المتظاهرين للإصابات والإنهاك الشديد[78]، واتجاههم لأخذ فترات راحة بعد معارك دامت أكثر من 18 ساعة، الثوار يأخذون فترة الراحة في مسجد عمر مكرم.

### الأحد 20 نوفمبر 2011
- قبل انتهاء فترة الهدنة مع الشرطة غدرت بالمتظاهرين من ناحية شارع محمد محمود وقت أن كان الضباط يتفاوضون مع المعتصمين بعد أن وصلتهم تعزيزات أمنية من باب اللوق[ ؟ ] لإن ذخيرة الشرطة كانت أوشكت على الانتهاء فوقعت اصابات متعددة باختناق لكثرة إطلاق الغاز المسيل للدموع.[79]
- استمرت الاشتباكات في الشوارع المؤدية لميدان التحرير، وكانت قوات الشرطة تحاول التقدم من شارع محمد محمود وشارع القصر العيني الذي شهد معارك حامية وحرب شوارع حقيقية ما بين المتظاهرين والشرطة.[80]
- طلاب المدارس يدخلون على خط المواجهة مع الثوار محاولين ردع قوات الأمن من اقتحام الميدان من خلال شارع محمد محمود.[81] حيث استخدم المتظاهرون الحجارة وأحيانا الزجاجات الحارقة (مولوتوف) بينما استخدمت الشرطة الرصاص المطاطي والخرطوش والقنابل المسيلة للدموع والرصاص الحي.[82]
- في وقت العصر حدث اشتعال بإحدى المباني السكنية بشارع محمد محمود نتيجة كثافه القصف العشوائي للقنابل المسيلة للدموع، ولم تتمكن سيارات الدفاع المدني من الوصول إلى مكان الحريق بسبب كثافة إطلاق القنابل والمتاريس الأمنية[83]، فحاول بعض المتظاهرين تسلق العمارة للوصول للشقة لمحاوله إطفائها.[84]
- استمر توافد الآلاف علي ميدان التحرير مع استمرار المواجهات بين المتظاهرين وقوات الشرطة، واستمر سقوط المصابين.

أحد المتظاهرين وقت حرب الشوارع بشارع محمد محمود

- استمر المعتصمون في الميدان وفي شارع محمد محمود حتى الساعة 4:40 مساء الأحد حين بدأت قوات مشتركة من الجيش والشرطة في اقتحام الميدان ومحاولة إخلائه من المعتصمين[85]، وتدخلت قوات من الصاعقة والشرطة العسكرية من اتجاه القصر العيني.[86]
- ومع الهجوم على الميدان من جميع الشوارع المؤدية إليه في نفس الوقت وقام بمطاردة المعتصمين في الشوارع الجانبية بالغازات والخرطوش، وتم إخلاء الميدان بالكامل في 10 دقائق.[87]
- في حين قام جنود الأمن المركزي بإحراق كل ما يصادفه فقاموا بإحراق الخيام وكل متعلقات المعتصمين والدراجات النارية الموجودة، ثم قامت هذه القوات بترك الميدان لاحقاً.[88][89]

إلقاء القوات المهاجمة لجثث المتظاهرين بجوار القمامة

- وقد أسفر الهجوم عن إصابة ما يزيد عن 1.700 بالإضافة إلى مقتل 10 من المتظاهرين.[90] وقد أظهرت لقطات فيديو بعض الجنود وهم يسحبون جثة أحد المتظاهرين ويلقونها إلى جوار الطريق قرب تجمع للقمامة [91]، وهي الصور التي لاقت استنكاراً واسعاً بين أوساط القوى السياسية في مصر.
- في حين استقبلت 3 مستشفيات ميدانية في أقل من 48 ساعة 3.500 مصاب باختناق وخرطوش ورصاص مطاطي وهتف نشطاء إنها كانت مجزرة عسكرية حقيقية.[92]
- وقد قامت القوات الأمنية أثناء الاقتحام بمهاجمة المستشفى الميداني بالغازات المسيلة للدموع[93] مما دفع إلى إخلائها[26] وتم إقامة مستشفى ميداني بكنيسة قصر الدوبارة لاستقبال المصابين[94] وتم تحويل مسجد الرحمن[ ؟ ][95] ومسجد عمر مكرم[96] إلى مستشفى ميداني أيضًا.
- في أثناء الاقتحام والاعتقالات العشوائية ومطاردة المعتصمين اعتقلت قوات الأمن الناشطة والإعلامية بثينة كامل ومعها ثلاث طبيبات و6 شباب وقد تم الإفراج عنهم بعد بضع ساعات.[97][98]
- عاد المتظاهرون إلى الميدان مع نزول شباب الألتراس لدعم المتظاهرون مما دفع قوات الأمن إلى التراجع.
- قام المتظاهرون بعلاج أحد ضباط الجيش المصابين أثناء الاقتحام في مسجد عمر مكرم بالرغم من تعامل الأمن الوحشي معهم.
- وأصدر مجلس الوزراء بياناً مساء اليوم أكد فيه علي حق المواطنين في التظاهر السلمي والتعبير عن الرأي، إلا أنه يرفض بشدة محاولات استغلال هذه التظاهرات لزعزعة الأمن والاستقرار وإثارة الفرقة، في وقت تحتاج فيه مصر إلى الوحدة والاستقرار. وأكد أيضاً التزامه الكامل بإجراء الانتخابات في موعدها في 28 نوفمبر 2011، وأن التوتر المفتعل حالياً يهدف لتأجيل الانتخابات أو إلغائها وهو لم لن تسمح به، كما شدد على دعم الحكومة لوزارة الداخلية ومساندتها في مواجهة أعمال العنف وتوجه الشكر لضباط وجنود الشرطة علي تحليهم بأقصى درجات ضبط النفس.[99]

### الاثنين 21 نوفمبر 2011

الأعداد بميدان التحرير ويظهر في الصورة أماكن مرور الدراجات النارية بالمصابين إلى المستشفى الميداني بمنتصف الميدان

- استمرت الاشتباكات بين المتظاهرين وقوات الأمن[100][101]، واشتدت في ساعات الظهيرة في شارع محمد محمود، ونجح المتظاهرين في التقدم إلى منتصفه مستخدمين حواجز متحركة، وردوا على هجمات الأمن رشقاً بالحجارة والشماريخ[102] في حين كانت قوات الأمن تطلق قنابل الغاز[103]، والطلقات المطاطية والخرطوش والرصاص الحي.

المستشفى الميداني

- وقال الكثير من المتظاهرين وأطباء المستشفى الميداني أن نوع الغاز المستخدم هذه المرة يختلف عنه في بداية الثورة حيث أنه قوي التأثير، كما قال الأطباء أن هناك الكثير من الإصابات بالخرطوش خصوصاً في العيون وهناك بعض الإصابات بالرصاص الحي.[104]
- وكانت عدة جولات من الكر والفر قد شهدها شارع محمد محمود طوال اليوم.[105]
- ويذكر أن الشرطة أطلقت قنابل غاز مسيل للدموع طويلة المدى من نهاية شارع محمد محمود دون تقدم نحو الميدان[106] فيما هاجمت القوات مستشفى ميدانيًا مؤقتًا لعلاج المصابين، ويستعمل الأمن خطة الهجوم المرحلية ليرهقوا المتظاهرين بين فترة وأخرى في الوقت الذي يحصلون هم فيه على وقت لاستبدال عناصر الأمن المركزي في الاشتباكات.

هجمة ليلية من قوات الأمن على المتظاهرين في أحداث محمد محمود ويظهر فيها قطع الكهرباء عن الشوارع

- وتركزت معظم الاشتباكات والإصابات في شارع محمد محمود الذي يخرج من ميدان التحرير ويفضي إلى شارع الشيخ ريحان الذي يقع فيه مقر وزارة الداخلية المصرية على بعد حوالي 700 متر من ميدان التحرير.[108] وكان هدف المتظاهرين من التواجد في هذا الشارع هو منع قوات الأمن المتواجدة فيه من الهجوم علي ميدان التحرير، إلا أن قوات الأمن بررت استخدام العنف هناك إلى محاولتها منع المتظاهرين من اقتحام مبنى وزارة الداخلية.[109]
- وامتدت المواجهات إلى ميدان الفلكي وشارع منصور، بينما تولت قوات الجيش تأمين شارع الشيخ ريحان بـ4 مدرعات.[110]
- حاول أحد ضباط الشرطة عقد هدنة مع المعتصمين غير أن مفاوضات الهدنة قد فشلت.[111]
- استعادت قوات الأمن المركزي سيطرتها على شارع محمد محمود، المؤدى لوزارة الداخلية، بعد أن احتل المعتصمون منتصف الشارع بالكامل، وعاد الأمن المركزي لإطلاق كثيف للغازات المسيلة للدموع، الأمر الذي أدى إلى تراجع الثوار إلى الميدان.[112]
- فيما كانت قوات الأمن تطلق قنابل الغاز على المعتصمين حتى اقتربت من قلب الميدان كانت قوات الجيش في الشوارع الجانبية تشاهد الأوضاع من غير تدخل لحماية المواطنين.
- وكانت المستشفى الميداني بكنيسة قصر الدوبارة الأمن من المسلمين السلفيين والأطباء مسلمين، حتى أنهم أقاموا الصلاة داخل الكنيسة، وانتقلت المستشفى الميداني الثانية إلى الصينية وسط الميدان.[113]
- واستمر دخول المئات لشارع محمد محمود لمواجهة قوات الأمن المركزي، وأقاموا حواجز حديدية ومتاريس بالشارع للحيلولة دون تقدم الأمن، وانتشرت لجان شعبية على مداخل ميدان التحرير من ناحية القصر العيني والمتحف المصري طلعت حرب.[114]
- قررت النيابة العامة إخلاء سبيل 67 متهماً في الأحداث ممن تم القبض عليهم في اليوم السابق أثناء اقتحام قوات الأمن للميدان[115]، ووجهت إلى عدد آخر من المحتجزين تهمتي الشغب وإتلاف منشئات الدولة.
- فيما ترددت أنباء في هذا اليوم عن استقالة عصام شرف رئيس الحكومة المؤقتة.[116]
- فيما دعت الأحزاب والقوى السياسية إلى تنظيم مظاهرة مليونية (الثلاثاء 22 نوفمبر) تحت عنوان (مليونية التوافق المدني) للمطالبة بإقالة الحكومة وتشكيل حكومة إنقاذ وطني بصلاحيات رئيس جمهورية.[117]
- وقد أصدر المجلس الأعلى للقوات المسلحة بياناً مساء اليوم دعا فيه القوى السياسية للحوار بشأن الخروج من الأزمة الحالية، وأبدى أسفه لسقوط ضحايا ومصابين بين المتظاهرين، ودعا فيه المواطنين إلى الحذر والتزام الهدوء حتى تتم عملية التحول الديمقراطي بسلام. وأمر المجلس العسكري وزارة العدل بتشكيل لجنة تقصى حقائق للوقوف على أسباب وملابسات اشتعال أحداث العنف وسقوط الضحايا والمصابين.[118]
- وقد ارتفعت أعداد المصابين مع نهاية اليوم إلى 1902 مصاب و24 قتيل من المتظاهرين [119] فيما وصل عدد المصابين من قوات الشرطة إلى 105 منهم 24 ضابط حسب تصريح مصادر أمنية.[120]

إحدى قنابل الغاز الجديدة المستخدمة في أحداث محمد محمود

### الثلاثاء 22 نوفمبر 2011

إحدى حيل المتظاهرين لحماية العين من آثار الغاز المسيل للدموع ووضع بها سلك لحماية العين من الخرطوش

خط الدفاع الأول في شارع محمد محمود

طبيب بالمستشفى الميداني يبكي بعد فشله في إنقاذ حياة أحد المصابين

- حالة من الهدوء الحذر بعد توقف الاشتباكات بين المتظاهرين وقوات الأمن خاصة بعد أن سيطر المتظاهرون على مساحة كبيرة من شارع محمد محمود المؤدى إلى مبنى وزارة الداخلية[121]، نزول الشيخ حازم أبو إسماعيل ومؤيدينه إلى ميدان التحرير بعد انخفاض عدد المتواجدين في الميدان فجر اليوم.[122]
- عودة تجدد المصادمات العنيفة بين قوات الأمن والمتظاهرين بميدان التحرير فجر اليوم في شارع محمد محمود بهجوم مباغت شنته قوات الأمن المركزي بالقنابل المسيلة للدموع والرصاص المطاطي على المتظاهرين، بعد أن كان قد أعلن عن التوصل لاتفاق بين قوات الأمن والمتظاهرين لوقف شلال الدماء في ميدان التحرير بتراجع قوات الأمن المركزي إلى مقر وزارة الداخلية.[123]
- تقدمت قوات الأمن المركزي حتى الجامعة الأمريكية وأمطرت المتظاهرين بقنابل الغاز الجديدة[124] ومن داخل الجامعة.[125]
- بعد تراجع قوات الأمن لنهاية شارع محمد محمود طلبت هدنة مع المتظاهرين وبدأ الطرفان في التوقف المؤقت عن استخدام الحجارة أو النيران، وفور توقف المتظاهرين غدر بيهم الأمن وأطلقوا وابل من القنابل المسيلة للدموع مما تسبب في سقوط العديد من المتظاهرين بعد استخدام ما يقرب من 15 قنبلة بشكل متتالي. مما جعل المتظاهرين غاضبين من غدر الأمن بهم فأجبروهم على التراجع إلى نهاية محمد محمود المتقاطع مع وزارة الداخلية بعد أن كانت استخدموا المفرط للقنابل والرصاص بعد أن كانوا قد وصلوا حتي مبني الجامعة الأمريكية.[126]
- توافد عشرات الآلاف من المتظاهرين علي ميدان التحرير وميادين أخرى في أنحاء مصر استجابة لدعوة الكثير من الحركات والأحزاب السياسية لما سموه (مليونية الإنقاذ الوطني) [127]، والتي دعا إليها حوالى 38 ائتلافاً وحزباً سياسياً.[128]
- سجل في هذا اليوم أعلى معدل للإصابات في مستشفى القصر العيني القديم[129] وسجل وجود 5 من ضمن الوفيات بأعيرة نارية.[130]
- استمرت المواجهات بين قوات الأمن والمتظاهرين في ميدان التحرير لليوم الرابع على التوالي[131]، استمرت الشرطة في ضرب المتظاهرين بالخرطوش، وقنابل غاز جديدة ذات فعالية أكبر[132][133] وطلقات الخرطوش والمولوتوف، بينما يرد المحتجون بالحجارة وأحياناً بالزجاجات الحارقة.
- مواجهات ساخنة شهدها ميدان الفلكي بين المتظاهرين وقوات الأمن التي خرجت إلى الشارع الرئيسي لوقف مساندتهم للمتظاهرين في شارع محمد محمود، وأطلقت الشرطة الأعيرة الخرطوش والقنابل المسيلة للدموع التي تم إطلاقها بشكل عشوائي لتستقر بعضها داخل العقارات المجاورة للشارع وخاف المتظاهرون إذ ربما تتسبب في اشتعال الحرئق مرة أخرى كما حدث في عقار بشارع منصور وآخرين بشارع محمد محمود.[134]
- فيما وقعت الآف الإصابات بالاختناق من الغازات الغير مرئية[135]، والتشنجات[136][137] التي قال المصابون أنها غازات غير معتادة في فض التظاهرات.[138]
- لجأ بعض المتظاهرين إلى أقنعه الأمن الصناعي الواقية ونظارات الغطس للحماية من تأثير الغاز المسيل للدموع.[139][140]
- أذاع التلفزيون الرسمي نبأ القبض على 3 أجانب يلقون زجاجة حارقة على قوات الأمن[141] في محاولة منه لتشوية صورة المتظاهرين أمام الرأي العام، إلا انه تم إطلاق سراحهم بعدها بثلاث أيام.[142][143]
- تضاعفت أعداد المتظاهرين الذين تصدوا للهجمات المتكررة لقوات الأمن المركزي، بعد أن انضمت إليهم أعداد غفيرة من ألتراس الأهلى وألتراس الزمالك والمئات من طلاب المدارس والجامعات بالإضافة إلى عدد كبير من مشايخ الأزهر الشريف.
- نقلت وكالة رويترز للأنباء عن مصادر طبية، أن مشرحة زينهم في القاهرة «تسلمت 33 جثة جراء الاشتباكات بين المحتجين وقوات الأمن المصرية»، بينما قال أشرف الرفاعي نائب كبير الأطباء الشرعيين لجريدة الشروق أن «معظم الحالات مصابة بطلقات نارية في الجبهة والرأس والصدر».
- اتفقت القوى الثورية في الميدان على جدول زمني محدد لتسليم السلطة للمدنيين، «يبدأ بالانتخابات البرلمانية خلال الشهر الجاري، وينتهى بتسليم السلطة كاملة لبرلمان ورئيس مدني منتخب في موعد أقصاه 15 مايو 2012».
- ألقى المشير محمد طنطاوي رئيس المجلس الأعلى للقوات المسلحة كِلمة حول أحداث التحرير في حوالى الساعة 7:30 مساءً، أوضح خلالها أن المجلس الأعلى للقوات المسلحة قرر قبول استقالة حكومة شرف مع تكليفها بتسيير الأعمال لحين اختيار تشكيل وزاري جديد، وأنها علي وعدها بعدم إطلاق النار على الشعب المصري وأنها تلتزم بما جاء في الاستفتاء الشعبي في 19 مارس 2011[144]، وأكد على التزام المجلس بإجراء الانتخابات البرلمانية المقبلة في موعدها، والتزام المجلس بإجراء الانتخابات الرئاسية قبل شهر يونيو 2012.
- وأكد المشير طنطاوي أن القوات المسلحة لا ترغب في الحكم وأنها على استعداد لتسليم السلطة فوراً إذا وافق الشعب المصري علي ذلك في استفتاء شعبي.
- أصدر المجلس الأعلي للقوات المسلحة رسالته رقم 82 علي موقع فيسبوك والتي أعلن فيها قرار المشير حسين طنطاوي بنقل التحقيق في أحداث ماسبيرو وأحداث محمد محمود الحالية من النيابة العسكرية إلى النيابة العامة.[145]
- قابلت حشود المتظاهرين في ميدان التحرير كلمة المشير طنطاوي بغضب شديد، وبدأ المتظاهرون في الهتاف ضد المشير وحكم العسكر مثل «الشعب يريد إسقاط المشير» «الجدع جدع والجبان جبان وإحنا يا جدع هنموت في الميدان» «يسقط يسقط حكم العسكر» كما رفع عدد من المتظاهرين أحذيتهم احتجاجاً على ما جاء في البيان.
- استمرت الاشتباكات بين المتظاهرين وقوات الأمن في محيط شارع محمد محمود والشوارع الجانبية واستمر إطلاق الشرطة لقنابل الغاز وطلقات الخرطوش بكثافة خصوصاً بعد انتهاء بيان المشير طنطاوي [146] وسقوط العديد من المصابين، على الرغم من أن عددا من قيادات القوى السياسية التي حضرت الاجتماع مع الفريق سامي عنان قالت إن عنان أصدر أمراً فورياً بوقف تعديات قوات الأمن على المتظاهرين.[147]
- توجهت مظاهرة حاشدة من ميدان التحرير لتنضم إلى المتظاهرين في ميدان الفلكي الذين يشتبكوا مع قوات الأمن في الشوارع الجانبية فيه، وفي نفس الوقت الذي وصلت فيه مسيرة من ميدان طلعت حرب لتنضم للمتظاهرين في التحرير.
- أسفرت هذه الاشتباكات في نهاية اليوم عن ارتفاع عدد القتلى إلى 31 بالإضافة إلى أكثر من 2500 مصاب من المتظاهرين.[148]

### الأربعاء 23 نوفمبر 2011

أحد شيوخ الأزهر يؤم بالمتظاهرين على خط النار

عدم توقف سيارات الإسعاف عن نقل المصابين في شارع محمد محمود وهتافها في الميكروفون مؤيدة للمتظاهرين

- واصل الآلاف من المتظاهرين اعتصامهم بميدان التحرير لليوم الخامس على التوالي، واستمر إغلاق مداخل الميدان بواسطة اللجان الشعبية[150]، مطالبين بتنحي المجلس العسكري عن حكم وإدارة البلاد وتسليم السلطة إلى مجلس رئاسي مدني وحكومة إنقاذ وطني.[151]
- استمرت الاشتباكات بين الثوار وقوات الأمن بشوارع الفلكي ومحمد محمود عبر إلقاء قوات الأمن قنابل الغاز التي وصفها الأطباء بالمحرمة دوليًا والمميتة والمثيرة للأعصاب، واستخدام طلقات الخرطوش والرصاص المطاطي، بينما رد الثوار بإلقاء الحجارة.[152]
- شهد اليوم سقوط مزيد من الشهداء بعضهم قتلوا بطلقات الرصاص الحي بينهم شهيد اخترقت الرصاصة شريان فخذه ففقد حياته على الفور[153]، وهناك العديد من الإصابات بالرصاص الحي تم نقلها إلى مستشفى قصر العيني.[154]
- غطى الدخان سماء شارع محمد محمود والمناطق المجاورة بعد أن كثفت الشرطة إطلاق القنابل المسيلة للدموع على المتظاهرين، مما أسقط العشرات منهم فاقدًا الوعي بسبب الاختناق.[155][156]
- نتج عن الاشتباكات مئات المصابين بين المتظاهرين قبل أن تنجح مسيرة مكونة من 100 داعية من شيوخ الأزهر والأوقاف والأطباء في التوصل إلى هدنة بين الطرفين لنحو نصف ساعة، فصلت خلالها القوات المسلحة بينهما بعدد من الجنود و4 سيارات مدرعة، وأعلن المتظاهرون العودة للتحرير وسط هتافات «الشرطة انسحبت.. وع الميدان.. ع الميدان»، ولكن تجددت الاشتباكات العنيفة بإلقاء الشرطة لقنابل الغاز من فوق القوات المسلحة حتى هبطت على المتظاهرين.[157]
- شب حريق هائل في مبنى الجامعة الأمريكية بشارع محمد محمود نتيجة القنابل المسيلة للدموع.[158][159]
- استقبل التحرير مسيرات تضأمنية عديدة من جانب طلاب الجامعات والتراس اهلاوي والزمالك وتلاميذ المدارس.[160]
- أدانت المنظمات الحقوقية أحداث التحرير إذ طالب المجلس القومى لحقوق الإنسان بتحديد المسؤولين عن الانتهاكات ومحاكمتهم[161][162]، كما أرسل مركز القاهرة لدراسات حقوق الإنسان خطاباً إلى الأمم المتحدة وعدد من المنظمات الدولية يطالب فيه بالضغط على الحكومة المصرية لوقف العنف والقمع.[163][164][165][166]
- عقدت حركة شباب 6 أبريل اجتماعا صدر عنه بيان دعت فيه الحركة إلى مواصلة الاعتصام في ميادين مصر بجميع المحافظات حتى تحقيق المطالب كاملة.[167][168]
- دعا عدد من القوى السياسية إلى تنظيم مظاهرة مليونية الجمعة المقبل، للمطالبة بضرورة تنحى المجلس العسكري، وتشكيل حكومة ثورية.[169]
- شكل عدد من المتظاهرين فرق قامت بتنظيف ميدان التحرير وتجميع القمامة تمهيدًا لدخول سيارات تحمل المخلفات التي تم تجميعها، فيما انتشر الباعة الجائلون بشكل ملحوظ، وخصوصًا باعة الكمامات الطبية والنظارات الواقية كما أنتشر باعة المأكولات والمشروبات.[170][171][172]
- استشهدت «رانيا فؤاد» الطبيبة بالمستشفى الميداني المقام بميدان التحرير، نتيجة اختناقها بالغاز المسيل للدموع الذي أطلقته قوات الأمن المركزي ضد المتظاهرين، مع تقدم قوات الأمن المركزي في الشارع وقت تراجع المتظاهرون، أطلقت القوات قنابل الغاز مباشرة على المستشفى الميداني لتصاب «رانيا» بحالة إغماء وتدخل في غيبوبة. وأضاف شهود العيان أن أصدقاء الطبيبة حاولوا إخراجها من المستشفى الميداني لإسعافها، ومنع تفاقم حالتها، لكن قوات الأمن منعتهم، لتلفظ «رانيا» أنفاسها الأخيرة، قبل أن ينجح المتظاهرون في إجبار القوات على التراجع للخلف.[173]
- شهدت الشوارع الجانبية من ميدان التحرير انقطاع الكهرباء وعدم وضوح الرؤية بسبب كثرة الغازات المسيلة للدموع المنتشرة في الهواء.[174]
- استمرت الاشتباكات المتقطعة طوال اليوم بين المتظاهرين وقوات الشرطة في محيط شارع محمد محمود وشارع الفلكي.[175]
- وقد ارتفع مع مساء اليوم عدد المصابين من المتظاهرين إلى 3256 وعدد القتلى إلى 36.[176][177]

### الخميس 24 نوفمبر 2011

قوات الجيش أثناء إقامتها للحواجز الخرسانية في أحداث محمد محمود

- المجلس العسكري يعتذر عن أحداث التحرير[178] وأقام مستشفى عسكري متكامل في الميدان[179][180]، ويعزي أسر الشهداء.[181]
- الثوار يغلقون محمد محمود ويبدؤون في تنظيف الميدان.[182]
- دعوات لإقامة مليونيات غدا الجمعة في التحرير وميادين مصر تحت مسمى (جمعة تنحي العسكري) أو (جمعة الفرصة الأخيرة) وإقامة صلاه الغائب على أرواح شهداء أحداث نوفمبر.[183][184]
- انسحاب الشرطة بعد هدنة جديدة تعيد الهدوء الحذر للتحرير[185]، والجيش يضع أسلاك شائكة بالطرق المؤدية للداخلية.[186]
- الجيش المصري يقيم جدارا عازلا من الكتل الخرسانية في شارع يؤدي إلى وزارة الداخلية[187]، مع وجود مناوشات ما بين المتظاهرين وقوات الجيش لرفضهم الجدار[188]، ويناشد المتظاهرين بعدم إزالة الموانع.[189]
- ساد الهدوء شارع محمد محمود للمرة الأولى منذ بداية الأحداث بعد قيام القوات المسلحة بإنشاء حائط أسمنتي للفصل بين قوات الشرطة والمتظاهرين.[190]
- ارتفاع عدد المصابين بين المتظاهرين إلى أكثر من 3800 بعد سقوط أكثر من 650 مصاباً في أحداث الأمس [191] وارتفع عدد الشهداء إلى 38.[192]
- استقبل المشير حسين طنطاوي الدكتور كمال الجنزوري في وترددت أنباء قوية عن اختياره لتشكيل حكومة الإنقاذ الوطني[193] الأمر الذي رفضته القوى الثورية والشبابية باعتباره كان رئيساً سابقاً للوزراء في عهد الرئيس السابق حسني مبارك.[194]

قام المتظاهرون بتعليق لافتة كبيرة مكتوب عليها "شارع عيون الحرية.. محمد محمود سابقًا"

### الجمعة 25 نوفمبر 2011
- هدأت الأوضاع في ميدان التحرير، ووضعت «الحرب» أوزارها بعد ستة أيام من الاشتعال المستمر، وبدأ الميدان استعداده لمليونية اليوم، اتفقت القوى السياسية على أهدافها مع تعدد مسمياتها[196]، فقد شهد ميدان التحرير قبل ساعات من المظاهرة المليونية فقام عدد كبير من المتظاهرين بتنظيف جميع أرضية الميدان من القمامة والحجارة وتعليق اللافتات التي تطالب برحيل المجلس العسكري وتسليمه السلطة إلى مجلس رئاسي مدني يضم ثوار التحرير.[197]
- توافد الآلاف على ميدان التحرير وكافة الميادين في مصر استجابة للدعوة إلى جمعة الفرصة الأخيرة[198][199]، التي كان علي رأس مطالبها التخلي الفوري للمجلس العسكري عن السلطة في مصر لحكومة إنقاذ وطني تتمتع بكافة الصلاحيات التنفيذية لإدارة المرحلة الانتقالية حتي انتخابات البرلمان والرئاسة في أسرع وقت. وشاركت معظم الأحزاب والقوى السياسية يرأسهم البرادعي[200] في هذه المليونية باستثناء جماعة الإخوان المسلمين وذراعها السياسي حزب الحرية والعدالة [201] مما أدى إلى هتاف متظاهري التحرير ضد خيانه الإخوان للثوار أثناء معركتهم ضد النظام في أحداث محمد محمود وبعدها.[202]
- في نفس الوقت كانت هناك مظاهرة أخرى لبضع آلاف من المتظاهرين المؤيدين للمجلس الأعلى للقوات المسلحة في ميدان العباسية[203][204]، شارك فيها عدد من المواطنين وحركة «صوت الأغلبية الصامتة»، كما دعا إليها الإعلامي توفيق عكاشة رئيس قناة الفراعين الفضائية، ورئيس حزب مصر القومي وقتها، وقد رفعت شعارات تنادي ببقائه في السلطة حتى إتمام نقل السلطة بإجراء الانتخابات الرئاسية مع منتصف عام 2012.[205]
- قرار من بعض القوى الثورية بالاعتصام عند مجلس الوزراء لمنع الجنزوري من دخوله[206][207]، وهذا القرار كان بداية لمذبحة أخرى أعدها لهم المجلس العسكري عرفت باسم أحداث مجلس الوزراء.

## تداعيات الأحداث
كانت أهم تداعيات أحداث محمد محمود:
- استقالة حكومة الدكتور عصام شرف
- تكليف الدكتور كمال الجنزوري بتشكيل حكومة[ ؟ ] إنقاذ وطني
- إعلان المجلس الأعلى للقوات المسلحة عن تسريع الجدول الزمني لنقل السلطة في مصر بأن تتم انتخابات بحد أقصى منتصف عام 2012، على أن يتم وضع الدستور والاستفتاء عليه قبل ذلك في غضون شهرين من أول اجتماع مشترك لمجلسي الشعب والشورى في أبريل 2012.

## بطولات شارع محمد محمود

المتظاهرين يدافعون عن ميدان التحرير في أحداث محمد محمود

- بينما يتقلب جنرالات المجلس العسكري في أزمات القيادة التي تترك الدور والواجب جرياً وراء المكاسب السياسية وأطماع السلطة والمحافظة المستمية عليها إلى درجة تزوير التاريخ وحذف الصور الحقيقة، زيفت الصور التلفزيونية المنقولة من ميدان التحرير.
- حذفت صور بطولات شارع محمد محمود ووضعت مكانها تصور تظهر بإن المتظاهرين مجرد بلطجية مأجورين ولسيوا أصحاب قضية.
- وتسترت على علاقتها بالقرار السياسي وراء استخدام العنف المبالغ فيه تجاه المتظاهرين بدرجات من القسوة والإهانة بلغت حد تصويب السلاح عمداً بهدف فقأ العيون والتشويه، وإلقاء الجثث في الزبالة لجرح مشاعر ذويهم.
- الدافع لارتكاب هذه المجزرة هو كسر إرادة الشعب، واستعادة ما يسمونه «هيبة الشرطة»، والانتقام القاتل من شعب ثار على جهاز فاسد أمضى عقودا في إذلاله. كل ما ترغب فيه قوات الأمن، ومن خلفها المجلس العسكري، هو أن يهرب المتظاهرون وينكسروا تماما كما هربت الشرطة وانكسرت في 28 يناير.
- وقف المتظاهرين السلميين بشجاعة أمام هجمات الأمن المتكررة على ميدان التحرير غير مبالين بكمية وأنواع الأسلحة التي تٌطلق عليهم سواء غاز أو خرطوش أو رصاص حي، على الرغم من استشهاد المئات أمامهم وإصابات عشرات الآلاف منهم كأن هؤلاء الأبطال يستمتعون بشم الغاز المسمم ورائحة الموت والدم، ولكنهم غير نادمين علي ما فقدوه لأنهم لبوا نداء الوطن في حين تخاذل الكثير عن تلبية النداء في أشد الأوقات حاجة لهم.

### الأولتراس

شماريخ أولتراس أهلاوي تضيئ سماء ميدان التحرير

- يعرف أعضاء الأولتراس أنهم خط الدفاع الفعال في حروب الشوارع مع قوات الأمن المختلفة، فقد لعبوا دورا كبيرا في دعم واستمرار أحداث محمد محمود ومجددا احتلوا مقدمة الصفوف أثناء اشتباك بعض المتظاهرين مع قوات الشرطة والأمن المركزي، وتناقلت وسائل الإعلام نجاحهم في الإبقاء على استمرار ولأطول فترة ممكنة، فيما يشبه محاولة متعمدة لكسب جولة ثانية في معركتهم مع عدوهم اللدود – الشرطة والأمن المركزي – وإلحاق الهزيمة بهم كما حدث في الأيام الأولى خلال ثورة يناير.[208]
- كانوا أول من هبوا دفاعًا عن ميدان التحرير في بداية الأحداث[209] داعمين المعتصمين بالشماريخ وسط فرحة غامرة من المتظاهرين.[210]
- استخدام الأولتراس المتواجدون الشماريخ للرد على القنابل المسيلة للدموع التي تستخدمها قوات الأمن المركزي وتقليل تأثيرها.[211]
- لم يتوقف أعضاء الأولتراس عن التوافد لميدان التحرير ودعمهم يوميًا بمسيرات متعدده تصب في الميدان.[212][213]
- سقوط شهداء من بين صفوف الأولتراس مدافعين عن المتظاهرين بميدان التحرير.[214]
- مرددين هتافات «تضرب بغاز تضرب برصاص جيلنا من الموت ما بيخافش خلاص»، «يسقط يسقط حكم العسكر..إحنا الشعب الخط الأحمر»، «مش ناسين التحرير ياولاد ال.. الثورة بالنسبة لكم كانت نكسة».

### سائقيالموتوسيكل

احدى الدراجات النارية تنقل مصاب من شارع محمد محمود إلى المستشفى الميداني

الدراجات النارية تنقل المصابين من شارع محمد محمود إلى المستشفى الميداني

- في وقت الثورات واشتداتها يتحول (سائقي الديليفري) و (الطيارين) ومالكين الدراجات النارية إلى رجال إسعاف ومنقذي حياه المصابين من المتظاهرين
- صفارات الألتراس كانت الإشارة لسائقى الدراجات النارية للتوجه إلى المنطقة التي تمتلئ بالمصابين ليتشكل فريق آخر من المتظاهرين ليوجه سائق الدراجة الذي يحمل المصاب إلى المستشفى الميدانية المختصة بحالة المصاب سواء كانت حالة اختناق أو إغماء أو إصابة خرطوش.[215]
- أستخدم الموتيسكل لسرعة إجلاء المصابين ونقل الضحايا من موقع الاشتباكات إلى المستشفيات الميدانية، أبطال هذه الملحمة هم سائقو الموتوسيكلات وأشخاص آخرون متطوعون معهم ’المجموعة الأولي لقيادة الدراجات والثانية تعتمد مهامها في حمل المصابين خلف الموتوسيكلات حتي يتم نقلهم وسرعة إسعافهم.
- أصبح الموتوسيكل الوسيلة الأولى في دعم المتظاهرين من خلال نقل الإسعافات الأولية والمواد الغذائية إلى المعتصمين بالميدان قبل أن يضطلع بالمهمة الأكبر وهي نقل مصابي التحرير من الصفوف الأمامية للمواجهات في شارع محمود إلى المستشفيات الميدانية في قلب الميدان وأطرافه.
- مما جعل الموتوسيكلات وسائقيها يحملون لقب «الإسعاف الشعبي» أو «الإسعاف الشعبي الطائر» الذي تناغم مع المجهود الضخم المبذول من قبل مرفق الإسعاف الذي رفع له جميع من في ميدان التحرير القبعة احتراماً على هذا المجهود الضخم الذي بذله رجال مرفق الإسعاف، إلا أن عدد المصابين كان أكبر من قدرتهم لذلك كان دخول سائقي الموتوسيكلات حلاً سريعاً ابتكره شباب التحرير لمساندة سيارات الإسعاف في أداء مهمتها.
- لم يكن إحراق قوات الشرطة لموتوسيكل وسط ميدان التحرير يوم الأحد 20-11 بدون سبب أو صدفة كما يعتقد البعض، بل السبب الحقيقي لذلك هو معرفتهم الكاملة بدور الموتوسيكل في منظومة دعم الثوار. فقد قامت الموتوسيكلات بهمزة الوصل بين الثوار في ميدان التحرير وخارجه، لذلك كانت ضربة قوة الأمن موجهة إلى الموتوسيكلات لقطع خطوط الإمدادات عن الثوار والمتظاهرين.
- كما أن الموتوسيكلات لعبت دوراً أساسياً في دعم متظاهري الميدان بالبنزين من محطات الوقود، ثم تعود إلى الميدان وتقوم بإفراغ البنزين في زجاجات المياه الغازية وسدها بقطعة من القماش ليتم تجهيز قنابل المولوتوف التي استخدمت من قبل البعض في مواجهات شارع محمد محمود.
- تكرر مشهد خروج سائق الموتوسيكل من قلب الحشود المتجمعة في قلب ميدان التحرير لحمل أحد مصابي «محمد محمود» وسط دخان القنابل المسيلة للدموع ثم يعود به مسرعاً إلى أقرب مستشفى ميداني، لم يهتم راكبو الموتوسيكلات بالغاز الذي يعمي الأبصار وبالازدحام، فملامح الصرامة في نظرتهم التي تؤكد إيمانهم بما يفعلونه كانت أكبر من أي عائق.
- لم يعمل سائقو الموتوسيكلات في الفراغ بل عملوا وسط منظومة جديدة أثبتت كفاءتها في ميدان التحرير. فمع ارتفاع أعداد المصابين في الميدان وكثافة الحشود ما منع سيارات الإسعاف من التحرك بمرونة، تم اللجوء إلى فكرة «الممرات الآمنة» فاصطفّ المتطوعون مانعين عبور المشاة من الجانبين ومشكلين طريقاً يبدأ من مدخل شارع محمد محمود وينتهي عند المستشفى الميدني بمسجد عمر مكرم، وهو الممر الذي تنافس فيه سائقو الموتوسيكلات مع سيارات الإسعاف لنقل أكبر قدر ممكن من المصابين في وقت قياسي.[216]
- وبعد انتهاء الأحداث وتوقف الاشتباكات قرر معتصمو التحرير تخليد ذكري أصحاب تلك الأعمال البطولية التي نفذها شباب بعضهم ضحوا بأرواحهم أيضاً خلال أداء عملهم.. تم عمل ملصقات وتعليقها بأنحاء الميدان وشارع مجلس الوزراء تحمل اسم "Motoman" وعليها رسم دراجة يقودها شاب وآخر خلفه يحمل مصاباً.

### حامل العَلَم

حامل العلم يتقدم المتظاهرين في شارع محمد محمود

- رغم سيل القنابل المسيلة للدموع وطلقات الرصاص الحي والخرطوش تحديدا لمن اختارو التصدى لمحاولات اقتحام قوات الأمن للميدان من جهة شارع محمد محمود علم مصر المرسوم عليه هلال يحتضن صليب ومكتوب عليه «حرية» تركت طلقات الرصاص الحي والخرطوش أثارهما عليه، وأسفله علم أحمر رسم عليه صورة للشهيد مينا دانيال وكتب عليه كلنا مينا دانيال.
- رغم استمرار الاشتباكات بين قوات الأمن والثوار لمدة 5 أيام لم يتزحزح خلالهم العلم من الصفوف الأمامية، رغم تساقط الشهداء وإصابات المتظاهرين ووابل القنابل المسيلة للدموع إلا انه لم يتحرك من الصفوف الأمامية.
- في بعض الأوقات كان يخلو شارع محمد محمود من معظم المتظاهرين باستثناء شخص يحمل العلم والآخرون يلوحون بعلامات النصر وسط الغازات الكثيفة التي تملاء الأجواء فيعود المتظاهرين من جديد إلى الشارع لمنع تقدم الأمن المركزي.[217]
- اثنين من الشباب اللذان أخذوا على عاتقهم مسئولية رفع العلم في وجه قوات الأمن والشرطة العسكرية الأول «طارق معوض» وهو شاب مسلم سلفي و«مايكل كرارة» وهو شاب مسيحي كانا يتبادلان مهمة رفع العلم الاثنان من أصدقاء الشهيد مينا دانيال أعضاء بحركة مينا دانيال التي تأسست عقب استشهادة مؤكدان أن مينا إذا كان حيا كان سيقف في الصفوف الأمامية ولن يتزحزح منها ولذلك نحن نرفع علمه ونقف مثله.
- قوات الأمن كانت تتعمد إطلاق النيران على العلم لدرجة أنه أصبح مليء بالثقوب إلا أن العلم ظل ثابت طوال أيام الاشتباكات إلى أن تم بناء السور العازل.
- كان من ضمن أسباب صمود الثوار وإصرارهم على استمرار النضال لانتزاع حريتهم المسلوبة والثأر لشهدائنا الأبرار.[218]
- فيديو: لقاء يسري فودة مع حامل العلم في برنامج آخر كلام على يوتيوب
- والجدير بالذكر انه انتشر حملة الأعلام في الشوارع المحيطة بميدان التحرير والتي كان عليها الهجوم كذلك مثل «عمرو احمد محمود» الذي كان يقف وحيدًا أمام الرصاص المطاطي والخرطوش رافعًا العلم[219]

### الكيانات الثورية والسياسية المشاركة
جذبت أحداث محمد محمود تعاطف المواطنين العاديين والغير منتمين سياسيا مما ظهر اثره في تزايد اعداد المحتجين داخل ميدان التحرير وجمع التبرعات من أدوية وأقنعة مقارنة بأحداث سابقة مثل أحداث مسرح البالون  لكن تواجد عدد من القوى السياسية والثورية داخل الأحداث سواء بالمشاركة أو بالدعم ومنها على سبيل المثال لا الحصر:
- حزب التيار المصري الذي استشهد عدد من أعضاءه المؤسسين في الأحداث ومنهم (بهاء السنوسي) الذي تم تسجيل عملية قتله[221] وشهاب الدين أحمد الدكرورى[222]، حزب الوسط[ ؟ ] الذي ادان في بياناته الرسمية عنف الشرطة ضد المتظاهرين وطالب بسرعة تسليم المجلس العسكري للسلطة [223][224]، حزب التجمع[225]
- حركة شباب 6 أبريل[226] والجبهة الديموقراطية[227]، حركة «حازمون» المؤيدة للمرشح الرئاسي آنذاك حازم صلاح أبو إسماعيل[228]، حركة كفاية والتي نظمت مظاهرات متزامنة في عدة محافظات[229]
- اتحاد شباب الثورة[230]

كما تواجد عدد من ممثلي قوى سياسية أخرى على مسئوليتهم الفردية مثلا:
- تواجد شباب من حزب غد الثورة وحزب مصر الثورة واعضاء حملة أبو الفتوح وحملة حازم صلاح أبو إسماعيل وحملة حمدين صباحي.

حظت الأحداث بتأييد وتعاطف سياسي من عدد من الشخصيات والقوى منها:
- مرشح الرئاسة وقتها عمرو موسى الذي وصفها باحتجاجات مشروعة نتيجة عدم وضوح الرؤية وعدم اكتمال الجدول الزمني وتأخير عملية الانتخابات.
- المرشح الرئاسي عبد المنعم أبو الفتوح الذي نزل المستشفى الميداني داخل مصلى عباد الرحمن (في بداية شارع محمد محمود)[231]
- المرشح الرئاسي حازم صلاح أبو إسماعيل الذي كانت دعوته لجمعة المطلب الواحد (تعجيل انتخابات الرئاسة)الشرارة التي فجرت الأحداث.[232]
- المرشح الرئاسي عبد الله الأشعل [233]

كما علق عدد من الأحزاب حملاتهم الانتخابية احتجاجا على عنف الشرطة في التحرير مثلًا: حزب المصريين الأحرار  وتحالف الثورة مستمرة وحزب الجبهة الديمقراطية وحزب العدل وحزب الكرامة وحزب الثورة المصرية الذي انسحب نهائيا وقام برفع دعايته من الشوارع.